# ویلیام بردفورد
ویلیام بردفورد (به انگلیسی: William Bradford) سناتور سابق عضو حزب فدرالیست (آمریکا) بود. وی در سال ۱۷۹۳ تا ۱۷۹۷ میلادی سناتور ایالت رود آیلند در سنای ایالات متحده آمریکا بود.